# Takeffekt
Takeffekt är ett begrepp som används i huvudsak inom forskningsmetodik.
En takeffekt uppstår då ett mätinstrument (t.ex. ett intelligenstest) har en övre begränsning som gör att det inte kan uppfatta skillnader över en viss gräns eller "tak".